# 俄亥俄州立大學利馬校區
俄亥俄州立大學利馬校區（英語：Ohio State University at Lima）是俄亥俄州立大学设在利馬的校区。校区占地565-英畝（2.29-平方），北距托莱多80英里（130）。该校区提供140门课程和12个本科文理学士学位，其中有十个学位为四年制项目，另两个项目为专升本项目。超过170个专业的学生可以在利馬校区开始自己的学业，并在哥伦布主校区毕业。利馬校区有超过20个学生社团，另有12个校内体育俱乐部。
利馬校区图书馆共有藏书76,000卷以及200份期刊。图书馆的线上数据库另可提供数千种期刊的内容。